# Cristo risorto (Reni)
Cristo risorto è un dipinto a olio su tela le cui dimensioni sono di 228 x 138 centimetri. Eseguito da Guido Reni nel 1620, è conservato nel Museo Nazionale di Belle Arti a La Valletta.

## Analisi
Il dipinto è ispirato da una statua di Michelangelo Buonarroti presso la Basilica di Santa Maria sopra Minerva a Roma.